# Ótelek község
Ótelek község (románul: Comuna Otelec) község Temes megyében, Romániában. Központja Ótelek, hozzá tartozik Jánosfölde.

## Népessége
A 2011-es népszámlálás adatai alapján a község népessége 1499 fő volt.